# モチツツジ
モチツツジ（黐躑躅、学名Rhododendron macrosepalum）は、ツツジ科ツツジ属に属する植物。落葉（半落葉）低木。本州（静岡県・山梨県～岡山県）と四国に分布。

## 特徴
主に低山地や丘陵地に自生し、高さ1~2mになる。明るい林（アカマツ林など）のなかで多くみられ、通常4～6月に開花する。しかし、散発的に年間を通して咲いているのも見られる。
花びらは5枚あり、濃紅色の斑点などがみられる。葉は秋を迎えると紅葉し、芽を囲む一部を除き、大きく茂った葉は落葉する。また、樹皮は暗褐色または暗灰色をしている。

## 粘毛について
花の萼や柄、葉（両面）、若枝、子房、果実に腺毛が多く見られ、そこから分泌される液滴によって粘着性を持つ。野外ではここに多くの昆虫が粘着してとらえられているのが観察される。この腺毛は花にやってくる、花粉媒介に与る以外の昆虫を捕殺して、花を昆虫に食害されるのをふせぐために発達したものらしく、実験的に粘毛を剃ると、花は手ひどく食害される。
また、ここに捕らえられた昆虫を餌とする昆虫も知られる。ヤニサシガメなどのサシガメ類がよくここに居ついている他、モチツツジカスミカメという、ここに専門に居つくカスミカメムシ科のカメムシも知られており、自らは腺毛に粘着することなく、この上を自由に歩き回って捕らえられている昆虫を捕食する。

## 人間とのかかわり
花柄の粘りが鳥もちなどに似ているとして、名前の由来となっている。また、餅が由来として餅躑躅と書かれる場合もある。
園芸用ツツジの交配親としても用いられ、園芸種にはハナグルマ（花車）などがある。
そのほか、野外では花を折り取って、衣服や帽子にくっつける、という楽しみもある。

## 主な園芸種
- ハナグルマ（花車）cv.Hanaguruma　花冠は明るい紫紅色で、全裂する。江戸時代から有名である。
- アメガシタ（天ガ下）cv.Amegashita　ザイギョウ（西行）ともいう。花冠は淡紅色で5個の裂片に分かれる。江戸時代から知られる。
- セイカイハ（青海波）cv.Linearifolium　花冠は紅紫色で5深裂する。花と葉の形が変わっているため、江戸時代から珍重される。セイガイ（青崖）とも呼ばれる。
- キンクジャク（金孔雀）cv.Kinkujaku　セイカイハに近い品種。花はややサーモンピンクがかった帯朱淡紅色で、花つきが良い。
- コチョウゾロイ（胡蝶揃）cv.Cochozoroi　花冠は淡黄緑色で5深裂するが、裂片はあまり開かない。セイカ（青花）ともいう。
- テボタン（手牡丹）Rhododendron tebotan　種内雑種の常緑低木。モチツツジの性質が最も強く出ている。高さは3~4mになる。葉は広楕円形で毛が多い。5月頃、濃紅色の花を咲かせる。花冠は直径5~6cmで八重咲きになり、バラに似る。

## ギャラリー

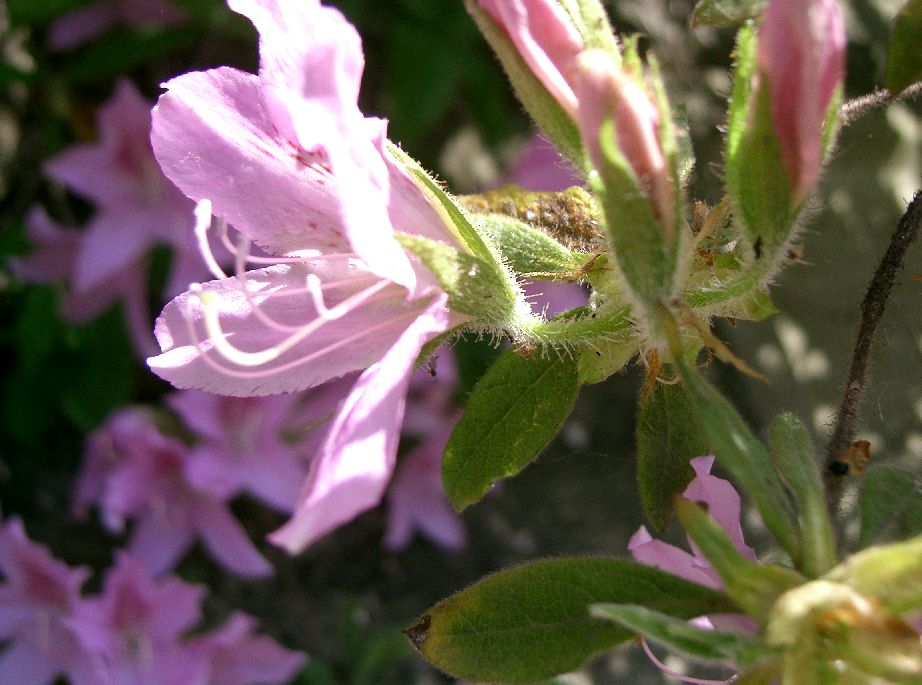
花弁とその周辺の腺毛
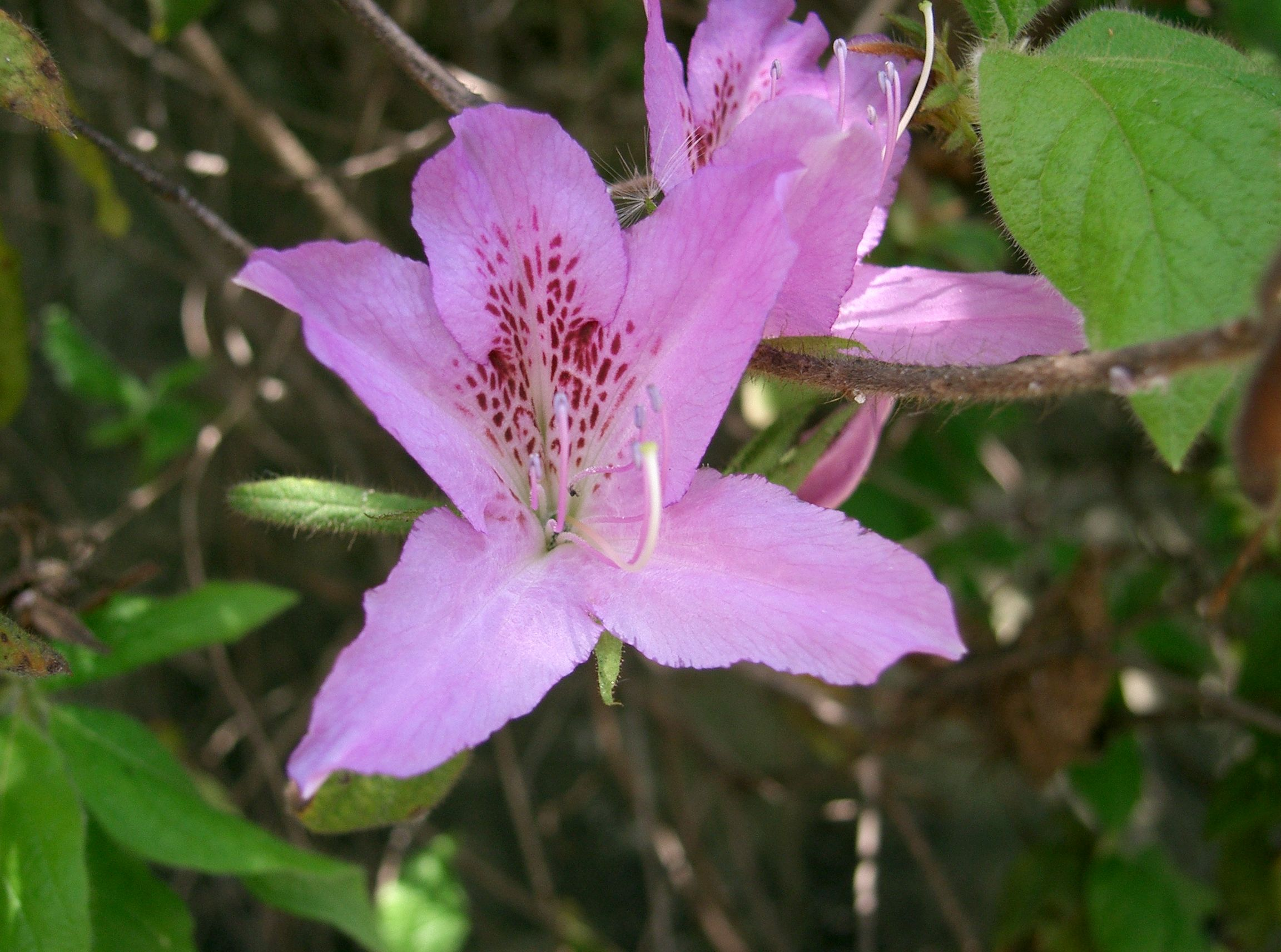
花弁